# All You Need Is Love
«All You Need Is Love» —en español: «Todo lo que necesitas es amor»— es una canción compuesta por John Lennon y acreditada a Lennon-McCartney. Fue interpretada en vivo por primera vez por The Beatles en Our World, llegando a ser la primera canción de transmisión global emitida en televisión vía satélite. La transmisión, realizada el día 25 de junio de 1967, se recibió en 30 países y fue vista por más de 400 millones de personas. La BBC había comisionado a The Beatles para escribir una canción que representase al Reino Unido en este programa. Está considerada como una de las canciones más famosas del grupo. Se convirtió en la última canción grabada antes de la muerte, el 27 de agosto de 1967, del mánager de The Beatles, Brian Epstein, a causa de una sobredosis accidental.

## Estructura
Como se trataba de una transmisión mundial, se le dio a la canción un sentido internacional, abriendo con el himno francés "La Marsellesa", e incluyendo fragmentos de otras piezas durante la presentación, como la segunda parte de la Invención n.º 8 en Fa Mayor, de Johann Sebastian Bach, trasladada a Sol e interpretada con dos trompetas piccolo y "Greensleeves" (con cuerdas); "In the Mood", de Glenn Miller, con saxofón. Además contiene un pequeño fragmento de uno de los primeros éxitos de The Beatles, "She Loves You", el cual es coreado espontáneamente por Paul McCartney, al cual le sigue John Lennon. Esto se puede apreciar en el vídeo musical. También se puede escuchar al final la "Marcha Príncipe de Dinamarca", de Jeremiah Clarke; varias fuentes, incluyendo al productor de The Beatles, George Martin, han confundido o mal recordado la cita de Bach como parte del "Conciertos de Brandeburgo n.º 2". También se puede escuchar a Lennon mencionar algo parecido al título "Yesterday".
La estructura de la canción es compleja. La parte principal (el verso) está en el poco usual tiempo 7/4, sumando un total de dos compases de 7/4, uno de 8/4, luego regresa a 7/4 con los coros repetidamente cantando "love, love, love" hacia arriba donde entra la voz de Lennon cantando:
“There's nothing you can do that can't be done
Nothing you can sing that can't be sung
Nothing you can say but you can learn how to play the game
It's easy”.
En contraste, el coro es simple: "All You Need is Love", en tiempo 4/4 repetido contra la respuesta de los metales, pero cada coro tiene solamente siete compases, lo opuesto a los usuales ocho, y la séptima es 6/4, para finalmente regresa al verso en 7/4.
Anteriormente habían experimentado con tiempos mezclados, la canción "We Can Work It Out" de 1965 tiene un puente de 16 en el cual yuxtapone 4 medidas de 4/4 y 3/4 cada una.
"All You Need is Love" continúa siendo una de las dos únicas canciones que fueron escritas en tiempo 7/4, y que lograron llegar al top 20 en los Estados Unidos (la otra es "Money", de Pink Floyd, que logró el puesto n.º 13 en la lista musical de 1973). "All You Need is Love" llegó al puesto n.º 1 tanto en Estados Unidos como en Inglaterra.
En la película Yellow Submarine (1968), el segundo verso de la canción homónima, además de la parte instrumental, no fueron incluidos. Además, los últimos coros fueron cambiados, el "All Together Now", y "Everybody" se pusieron antes del último grupo de coros.

## Músicos
- John Lennon: voz principal, guitarra rítmica, banjo, clavecín y coros.
- Paul McCartney: bajo (Rickenbacker 4001s), contrabajo y coros.
- George Harrison: guitarra eléctrica (Fender Stratocaster "Rocky") y coros.
- Ringo Starr: batería (Ludwig Super Classic).
- George Martin: piano (Hamburg Steinway Baby Grand).
- David Mason: trompeta
- Mike Vickers organizó un acompañamiento especial de músicos apoyando el coro con acordeones, panderetas, etc.
- Amigos y gente del estudio aplaudieron y cantaron coros (incluyendo Mick Jagger, Keith Richards, Keith Moon, Graham Nash y Eric Clapton).

## Transmisión vía satélite
"All You Need Is Love" fue estrenada en Our World, la primera transmisión televisiva mundial de la historia ("vía satélite", como se anunciaba por aquellos tiempos). Se estima que cuatrocientos millones de personas alrededor del planeta se alistaron para presenciarla. Algunos televidentes no creían posible que la misma imagen se estuviera viendo simultáneamente en cada rincón de la Tierra, ya que hasta el momento nadie lo había hecho. El 25 de junio de 1967, con el programa Our World, se rompían las barreras de la distancia entre las naciones. En el programa cada país era representado por un número artístico, siendo The Beatles los que representaron al Reino Unido. La actuación de la banda de Liverpool no recibió buenas críticas por parte de sus compatriotas de la televisión, ya que en su presentación hacen referencia a varias culturas del mundo. Esto desagradó a numerosos ingleses, ya que la banda estaba en representación de su país. Las críticas lloverían de parte de la gente hacia BBC; sin embargo, el canal comunicó a la banda que la actuación había sido de gran agrado para sus compatriotas. 
Durante la presentación televisiva los representantes de cada país podían mostrar al mundo lo que desearan, durante algunos segundos. Algunos optaron por sus paisajes, monumentos o edificios más representativos. Cuando el turno fue para Inglaterra, las cámaras enfocaron a la agrupación musical The Beatles, cantando desde su estudio de grabación, rodeados de amigos y familiares; incluso se puede observar a Mick Jagger, vocalista de la banda The Rolling Stones. The Beatles interpretó "All You Need Is Love", una canción nueva que pronto se convertiría en himno de la paz. 

## Reconocimiento
La canción fue ubicada en el puesto 362 dentro de la lista de "Las 500 mejores canciones de todos los tiempos" de la revista Rolling Stone en el año 2010. Sin embargo, en su edición de 2021 fue excluida de la lista. El sitio web AllMusic ha descrito la canción como oportuna para la época, en la que había diferentes ideologías políticas. Según la publicación, esta canción calmó las cosas un poco, volviéndose en "un himno hippie no oficial", al hacer hincapié en el sentido universal de ver las cosas de John Lennon.

## Legado
La canción se considera una de las más famosas de The Beatles y un himno de amor. Ha sido citada varias veces en diferentes aspectos, ya sea musical como referencial.
- George Harrison cita esta canción en su exitoso sencillo All Those Years Ago de 1981, en homenaje a su amigo John, meses después de su asesinato: "Tu señalas el camino de la verdad cuando dices que todo lo que se necesita es amor".
- Esta canción fue incluida en el episodio final de la serie de ciencia ficción, The Prisoner.
- Fue incluida como música de fondo cuando la Reina Isabel hacía su entrada, durante la celebración del milenio en el Reino Unido en 1999.
- Los coros de todo el reino imperial cantaron la canción en 2002 durante el Jubileo de Oro de Isabel II.
- Es utilizada como canción de fondo de un comercial de pañales de la marca Luvs en 2007.
- Se escuchó la canción durante la boda de Al Gore y Tipper Gore en mayo de 1970.
- En una entrevista le preguntaron a Paul McCartney si la filosofía de la canción le parecía realmente cierta, a lo que él respondió: "¿El amor es todo lo que necesitas? No sé, la verdad. Yo no sé lo que necesitas. Soy solo un chico".
- En la película I am Sam, Dakota Fanning, interpretando el papel de la hija de Sam, nombra la canción: "Todo lo que necesitas es amor" (All you need is love).
- En marzo de 2014, el gobierno de Ecuador compró los derechos de la canción para usarla en su campaña turística All you need is Ecuador.

## Posición en las listas
| año  | país           | Posición            | Semanas N.º 1 | Semanas en lista |    |
| ---- | -------------- | ------------------- | ------------- | ---------------- | -- |
| 1967 | Reino Unido    | Record Retailer     | 1             | 3                | 13 |
| 1967 | Reino Unido    | New Musical Express | 1             | 4                |    |
| 1967 | Reino Unido    | Melody Maker        | 1             | 3                | 11 |
| 1967 | Estados Unidos | Billboard Hot 100   | 1             | 1                | 11 |
| 1967 | Estados Unidos | Record World        | 1             | 2                |    |
| 1967 | Estados Unidos | Cash Box            | 1             | 2                |    |

## Versiones
Numerosos artistas han interpretado el tema. Entre los artistas que la versionaron están: Oasis, Elvis Costello, Tom Jones, Rod Stewart, Katy Perry, Enrique Iglesias, Tears for Fears, The 5th Dimension, Echo & the Bunnymen, Einstürzende Neubauten, Nada Surf, John Bayless, Duster Bennett, Ferrante and Teicher, Anita Kerr, James Last y su orquesta en 1983, The Royal Philarmonic Orchestra y el coro de Vienna; entre otros.